# Itet
Itet est, dans l’Égypte antique, la femme du vizir Néfermaât.
Leur fils Hémiounou est le vizir censé avoir planifié la construction des Grandes Pyramides.

## Sépulture
Les dix-huit enfants d'Itet et de Néfermaât sont nommés dans leur tombeau à Meïdoum ; les garçons Hemiounou, Isou, Téta, Khentimeresh et les filles Djefatsen et Isesou y sont dépeints comme des adultes, tandis que Itisen, Inkaef, Serfka, Ouehemka, Chepseska, Kachent, Ânkhercheretef, Ânkherfenedjef, Bouneb, Chepsesneb et Nebkhenet ainsi que la fille Pageti sont présentés comme des enfants.